# Яблокитай
Яблокитай — одиннадцатый студийный альбом российской рок-группы «Nautilus Pompilius».
Название альбома «Яблокитай» — это вольный перевод со староголландского на русский слова «апельсин». Записывался альбом в Англии в местечке Willerby-near-Hull в британском графстве Восточный Надел Йоркшира в студии Fairview при поддержке продюсера Билла Нельсона и участии Бориса Гребенщикова. Кроме Вячеслава Бутусова никто из музыкантов группы «Nautilus Pompilius» в записи участия не принимал.
Альбом содержит 10 песен, хотя в студии было записано 12 композиций. Оставшиеся две вошли сначала в сборник нереализованных песен «Атлантида», затем в переиздание 2001 года (в качестве бонус-треков) и лишь в 2022 году вошли в альбом как полноценные альбомные треки. Это переиздание также, как и переиздание 2001 года, содержит дополнительный диск со студийными демо-записями, расположенными, правда, в альбомном порядке, а не в порядке их записи Бутусовым у себя на кухне, как при их первом издании. На песни «Во время дождя» и «Нежный вампир» были сняты видеоклипы. Одну из ролей в первом клипе сыграл Сергей Бодров. В 1997 году «Яблокитай» занял 14 место по самым продаваемым отечественным альбомам на компакт-дисках в России.

## История альбома
В обстановке духовного подъёма у Вячеслава Бутусова появилось желание записать новый альбом в Англии. Не последнюю роль здесь сыграл пример Гребенщикова, который, записав два альбома в Лондоне, доказал реальность проведения подобных мероприятий.
Поиски продюсера для нового альбома начались довольно давно. По крайней мере, ещё осенью 1995 года директорат группы вёл предварительные переговоры с одним из продюсеров «Eurythmics» на тему совместной работы с «Наутилусом». Вскоре такой человек был найден. Им оказался английский музыкант по имени Билл Нельсон, который был малоизвестен в России, но старые меломаны помнят группу «Be-Bop Deluxe» — родоначальницу английского глэм-рока. Однако на родине его знают и почитают достаточно: друг Марка Болана, известный по совместным работам с Роджером Ино, Дэвидом Сильвианом и Харольдом Баддом.
Через сотрудничавшую с «Аквариумом» Кэйт Сент Джон министру иностранных дел «Наутилуса» Ольге Суровой удалось пообщаться с ним в Лондоне. Нельсон, чья фамилия находится в энциклопедиях «новой волны» и «инди», аккурат между «New Model Army» и «Napalm Death», заинтересовался музыкой «Наутилуса». Прослушав внимательным образом музыку «Haутилуса», он начал рассматривать предложение о сотрудничестве. Подобная направленность вполне сочеталась с устремлениями коллектива, а также общий язык был найден. Основное условие была работа в Англии, в Йоркшире — на студии Била Нельсона. После того как Нельсон получил переведённые на английский язык тексты нового альбома, состоялась его встреча с приехавшим в Англию Ильёй Кормильцевым. Следствием их беседы стало решение о том, что Билл Нельсон будет продюсером нового альбома «Nautilus Pompilius».
Записывать альбом Бутусов собрался с местными студийными музыкантами. Говорят, это решение во многом объяснялось экономическими причинами — день работы в студии с английскими музыкантами стоит значительно дешевле, чем оплата проезда и проживания в Англии членов его группы. По словам Бутусова, с английскими музыкантами и продюсером ему записать альбом психологически легче, поскольку в подобной ситуации отпадает необходимость решать, какую из версий выбрать и какая гитарная партия будет записана лучше. Вторая причина состояла в том, что сам факт записи альбома в Англии подразумевал в понимании Бутусова гарантированное качество аранжировок и звука. Лидер «Nautilus Pompilius» решил пойти на эксперимент. Риск состоял в том, что демонстрационная версия нового альбома имела очень мало общего как со стилем группы последних лет, так и с той эстетикой, которую проповедовал Билл Нельсон.

## Музыка и тематика песен
В цикле отчётливо звучит мотив смерти, подчиняющий себе и другие важные мотивы. Поскольку мотив в альбоме может выступать знаком модели мироощущения героя, а расположение мотива в альбоме может указывать на его значимость для всего цикла, актуализация уже в первом тексте мотива смерти является показателем его значимости для выражения основной идеи всего комплекса. Также концептуальными являются в альбоме мотивы пути — движения к смерти, одиночества как важного состояния лирического субъекта, ночи — времени странствий, самоубийства, которое порой представляется герою весьма желанным, любви, которая несёт боль; лишь в наиболее «светлой» песни альбома «Атлантида» мотив любви имеет позитивное звучание. Вероятно, это один из тех случаев наименования цикла, когда заглавие всего альбома не выражено в заглавиях входящих в него отдельных произведений. Альбом, получивший название Яблокитай, является воплощением основных мотивов творчества группы.
В песни «Странники в ночи» доминантными являются мотивы пути, ночи и смерти. Концептуальные слова в этом тексте встречаются определённое количество раз. Все песни альбома — это фиксация состояний, размышлений лирического субъекта, ранимого, болезненно чувствующего одиночество и собственную неприкаянность в мире. Мир в его восприятии — это ночь, люди — странники, не имеющие смысла и цели существования; единственная данность — это смерть, которая разлучит уже далеких, не узнающих друг друга людей. Текст представляет собой ряд повторов, но важно, что во второй части лирический субъект меняет одно слово: вместо «знаю» — «верю». Жизнь для него настолько тягостна, что лишь вера в смерть, в конечность подобного существования утешает его. Частотность употребления слов «ночь», «странники» служит цели репрезентации темы смерти и утверждает в мысли: жизнь человека — это странствие в ночи, путь к небытию.
Мотив в песни «Сёстры печали» актуализируется через мотив самоубийства и получает реализацию в ряде выражений: «со смертью назначена встреча», «готовятся к страшным прыжкам». Смерть связывается с водой. В мифологических представлениях разных народов водная бездна или олицетворяющее эту бездну чудище — олицетворение опасности или метафора смерти. Являя собой начало всех вещей, вода знаменует их финал, ибо с ней связан мотив потопа. Носитель речи знает некую тайну, он знаком с сестрами печали и теперь рассказывает о них кому-то. В стихотворении возникает мифологизированный образ таинственных существ, провожающих человека в последний путь, идущих за ним до конца. Важно сравнение «сёстры печали внезапны как дождь», которое репрезентирует мотив воды-смерти; причём, эти таинственные провожатые противопоставляются неким «жёнам радости», которые «пьют твоё время как воду» и им «в тягость дороги свободы» — дороги смерти.
В цикле песни «Девятый скотч» лирический субъект предстаёт как традиционный герой экзистенциальных произведений: он одинок, ощущает впереди пропасть, к которой движется поезд-жизнь сквозь «чёрную степь» и «тёмные горы». Действие разворачивается в баре, но герой воспринимает все как поездку в вагоне «в города где никто нас не ждёт на перроне». Легко реконструировать его мировосприятие: жизнь — это поезд, но смысл его движения никому не дано узнать, именно это вызывает страдания лирического героя. Явственно звучат мотивы одиночества, бессмысленности бытия, обречённости человеческих попыток познать смысл существования. Мотив поезда в «Девятом скотче» имеет трагическое звучание.

## Отзывы и критика
Обозреватель Музыкальной газеты отмечает, что альбом не ровен, но видит, что, экспериментируя со звуком, Вячеслав Бутусов пытается или найти себя прежнего, или выйти на новый творческий уровень.
Александр Малюков подчеркнул, что все песни сливаются в единый звуковой фон. Слова практически не имеют смысла. В этом альбоме ему была интересна песня «Люди на холме», памятуя о том, что пел Борис Гребенщиков в своей песне «Сидя на красивом холме». Обозреватель сказал, что «видится некая возвышенность, засиженная российскими рок-идолами, как обертка от растаявшего мороженого мухами». Однако замечает и отрицательное: песня «Апельсиновый день» по его мнению, звучит прямо как «Алюминиевые огурцы».

## В культуре
Песни «Люди на холме», «Во время дождя», «Матерь богов» и «Нежный вампир» звучат в фильме Алексея Балабанова «Брат». Также в фильме несколько раз упоминается наименование альбома.

## Хронология выпуска
| Регион | Дата | Лейбл           | Форматы | Каталог                            |
| ------ | ---- | --------------- | ------- | ---------------------------------- |
| Россия | 1997 | DANA Music      | CD      | AXCD 3-0046                        |
| Россия | 1997 | DANA Music      | CD      | AXCD 5-0046                        |
| Литва  | 1997 | Garsų Pasaulis  | CS      | AXMC 3-0046                        |
| Литва  | 1997 | AZBI            | CS      | R-606                              |
| Россия | 1997 | DANA Music      | CS      | AXMC 3-0046                        |
| Россия | 2001 | DANA Music      | CD      | AXCD 3-0069                        |
| Россия | 2001 | DANA Music      | CD      | AXCD 5-0069                        |
| Россия | 2001 | DANA Music      | CS      | AXMC 2-0069                        |
| Россия | 2002 | DANA Music      | CD      | AXCD 5-0069                        |
| Россия | 2004 | Bomba Music     | CD      | AXCD5-0046 AXCD 5-0046 AXCD 3-0046 |
| Россия | 2013 | Bomba Music     | LP      | BoMB 033—825 LP                    |
| Россия | 2022 | Отделение Выход | 2LP     | В568/569                           |

## Список композиций
Тексты всех песен написаны Ильёй Кормильцевым, музыка — Вячеславом Бутусовым
| №                   | Название                                       | Длительность |
| ------------------- | ---------------------------------------------- | ------------ |
| 1.                  | «Люди на холме»                                | 6:12         |
| 2.                  | «Во время дождя»                               | 3:42         |
| 3.                  | «Странники в ночи»                             | 2:50         |
| 4.                  | «Сёстры печали»                                | 4:56         |
| 5.                  | «Девятый скотч»                                | 4:11         |
| 6.                  | «Три царя»                                     | 4:21         |
| 7.                  | «Нежный вампир» (дуэт с Борисом Гребенщиковым) | 3:59         |
| 8.                  | «Большое сердце»                               | 5:06         |
| 9.                  | «Атлантида»                                    | 4:10         |
| 10.                 | «Апельсиновый день»                            | 4:33         |
| Общая длительность: | Общая длительность:                            | 42:54        |

| №                   | Название            | Длительность |
| ------------------- | ------------------- | ------------ |
| 11.                 | «Матерь богов»      | 4:30         |
| 12.                 | «Бедная птица»      | 4:26         |
| Общая длительность: | Общая длительность: | 8:56         |

| №                   | Название                   | Длительность |
| ------------------- | -------------------------- | ------------ |
| 1.                  | «Апельсиновый день»        | 3:33         |
| 2.                  | «Во время дождя»           | 3:07         |
| 3.                  | «Апельсиновый день (coda)» | 1:50         |
| 4.                  | «Большое сердце»           | 3:20         |
| 5.                  | «Три царя»                 | 3:40         |
| 6.                  | «Странники в ночи»         | 3:22         |
| 7.                  | «Девятый скотч»            | 4:39         |
| 8.                  | «Люди на холме»            | 3:44         |
| 9.                  | «Атлантида»                | 3:07         |
| 10.                 | «Бедная птица»             | 4:18         |
| 11.                 | «Матерь богов»             | 3:01         |
| 12.                 | «Сёстры печали»            | 5:38         |
| Общая длительность: | Общая длительность:        | 43:19        |

| №                   | Название            | Длительность |
| ------------------- | ------------------- | ------------ |
| 1.                  | «Люди на холме»     | 5:43         |
| 2.                  | «Во время дождя»    | 3:34         |
| 3.                  | «Странники в ночи»  | 2:46         |
| 4.                  | «Сёстры печали»     | 4:48         |
| 5.                  | «Девятый скотч»     | 4:07         |
| 6.                  | «Три царя»          | 4:18         |
| 7.                  | «Нежный вампир»     | 3:56         |
| 8.                  | «Большое сердце»    | 5:00         |
| 9.                  | «Атлантида»         | 4:07         |
| 10.                 | «Бедная птица»      | 4:25         |
| 11.                 | «Матерь богов»      | 4:27         |
| 12.                 | «Апельсиновый день» | 4:33         |
| Общая длительность: | Общая длительность: | 51:45        |

## Участники записи
- Вячеслав Бутусов — вокал, гитара, клавишные, ритм-бокс, бас-гитара (4)
- Борис Гребенщиков — дополнительный вокал (1, 7), реверсы (8, как профессор «Сироб Вокищнеберг» (имя наоборот))
- Билл Нельсон — гитара, клавишные, перкуссия, бас-гитара вокал, messages, vertigo intros
- Джон Спенс — звукорежиссёр
- Александр Коротич — художник, оформление альбома
- Илья Кормильцев- тексты ,сопродюсер